# Quaestiones in Vetus Testamentum
Le Quaestiones sono un'opera di Isidoro di Siviglia. Si tratta di un commentario esegetico, soprattutto di ispirazione allegorica, dei principali libri dell'Antico Testamento, in particolar modo del Pentateuco.

## Contenuti, lingua e stile
L'opera si occupa in modo preponderante del Pentateuco e dei libri storici dell'Antico Testamento, con prevalenza della Genesi. All'inizio del commento sulla Genesi, Isidoro fornisce un'autopresentazione dell'opera: “La storia della Legge fu attuata e scritta come preannuncio del futuro… Perciò in quest'opera abbiamo esposto alcune delle azioni e parole che prefigurano sacre realtà nascoste; abbiamo raggruppato le opinioni di antichi scrittori ecclesiastici mettendole a disposizione, come fiori raccolti da prati diversi; abbiamo concentrato in breve poche nozioni da molte, alcune le abbiamo aggiunte o parzialmente mutate e così le offriamo non solo agli specialisti, ma anche ai lettori schizzinosi, i quali non sopportano le trattazioni troppo lunghe.”
La lettura allegorica è predominante anche in quest'opera: tra testo e allegoria esiste però sempre un collegamento logico. La Bibbia appare una rivelazione continua, alla cui unitarietà organica è possibile accedere ricomponendo le singole tessere che illuminano la totalità. Il commentario, volgendo al termine, si fa sempre più breve: è viva l'ipotesi che l'opera sia rimasta incompiuta.

## Datazione, fonti e tradizione testuale
La sola data proposta è quella di J. de Aldama, che si fonda sulla Renotatio di Braulione per collocare il trattato tra il 624 e il 636. Tuttavia, se accettiamo la riflessione di D. Poirel sulle Allegoriae, interpretate come una sorta di raccolta riassuntiva delle Quaestiones, il terminus ante quem della composizione va retrodatato al 615. Poiché almeno due passaggi dell'opera sono ispirati alle Homiliae in Hiezechielem di Gregorio Magno, si può ipotizzare che le Quaestiones furono scritte dopo il 604.
Isidoro non fornisce informazioni precise sulle fonti, ma ne attesta la presenza, dichiarando, nell'autopresentazione, che le sue parole sono echi di altre voci. Uitluvgt riconosce all'autore un'originale abilità nel sintetizzare un'enorme varietà di fonti per i suoi fini pastorali.
I manoscritti più antichi dell'opera la trasmettono con il titolo Expositio o Expositiones in Vetus Testamentum. Tuttavia Braulione, nel suo elenco, utilizza il termine Quaestiones, descrivendo, inoltre, un trattato composto da due libri (Quaestionum libros duos), notizia che non trova corrispondenza nella tradizione. Tra le varie ipotesi vi è quella che il primo libro raccogliesse il commentario sul Pentateuco, mentre il secondo si occupasse degli altri libri dell'Antico Testamento. In alternativa, il trattato oggi conservato poteva essere accompagnato da un altro libro che fungesse da commentario storico e letterale, al quale Isidoro fa riferimento nel prologo. L'indicazione della presenza di un secondo libro potrebbe anche essere dovuta ad un errore di Braulione. In ultima istanza, è sorta anche l'ipotesi che il secondo libro fosse in realtà l'opera conosciuta come De Vetere et Novo Testamento Quaestiones.
La tradizione manoscritta antica è abbondante e consiste in due manoscritti del VII secolo, dieci dell'VIII secolo e tredici del IX secolo, elencati da M. Gorman, il quale propone anche uno stemma provvisorio. Non esiste una lista completa dei manoscritti che trasmettono le Quaestiones, anche se di fondamentale importanza è l'elenco di testimoni recensiti da Díaz y Díaz (fino al XII secolo). Possiamo distinguere una famiglia francese, una spagnola e una bavaro-svizzera: un fatto notevole in riferimento alla diffusione delle Quaestiones è la circolazione autonoma del Commentario sui Re, che si trova isolato almeno in tre manoscritti.
L'editio princeps è di Johann Soter (1530) e si basa principalmente sui manoscritti della famiglia francese. Ad essa è seguita l'edizione di Arévalo (1802): una nuova edizione del Commentario sulla Genesi è in fase di preparazione da parte di M. Gorman, mentre D.J. Uitvlugt sta lavorando ad un'edizione degli altri libri del Pentateuco (dall'Esodo al Deuteronomio).
La posterità letteraria delle Quaestiones è molto feconda: esse sono citate principalmente all'interno di trattati esegetici.

## De Vetere et Novo Testamento Quaestiones
F. Arévalo, nella sua edizione del 1802, ritiene che le De Vetere et Novo Testamento Quaestiones siano un'opera autentica. Tuttavia, secondo Robert E. McNally, non possono essere considerate il secondo libro delle Quaestiones menzionato da Braulione, perché la forma del testo e il suo contenuto si discostano dal modo di pensare del santo sivigliano.
L'opera è composta da 41 domande, seguite da risposte brevissime ed essenziali che vertono soprattutto sulla terminologia e sul motivo e significato di alcuni nomi. Si tratta di una raccolta di questioni sparse che potevano sorgere durante la catechesi, riunite in questo testo per evitarne la dispersione. Le domande sono generalmente introdotte dalla formula ‘Dic mihi', mentre le risposte da ‘Respondit', in un botta e risposta che ricorda il dialogo accademico tra magister e discipulus.
Secondo McNally, si tratta quindi più di un esercizio accademico, di una gara orale, piuttosto che di una composizione letteraria finita. Nessuna opera di Isidoro mostra infatti il procedimento catechetico, altro motivo che induce a non considerare le De Vetere et Novo Testamento Quaestiones attribuibili al sivigliano, anche se il titolo dell'opera è un chiaro tributo a Isidoro. Sempre McNally afferma che tuttavia non sia possibile identificarne l'autore o la data esatta: a suo modo di vedere, non c'è ragione di pensare che l'opera sia stata scritta prima dell'ottavo secolo. La composizione, infatti, appare legata alla mentalità di un circolo di esegeti irlandesi che si stava formando nel sud della Germania in quell'epoca.
McNally riconduce a queste stesse coordinate spazio-temporali anche la composizione del Liber de numeris irlandese, attribuito da diversi testimoni allo stesso Isidoro. La comparazione dei contenuti delle due opere mostra una certa corrispondenza in almeno undici punti: è ipotizzabile una parallela emergenza di questi due trattati all'interno del milieu intellettuale creato dai missionari irlandesi nella Germania sudorientale nel corso dell'VIII secolo.

### Edizioni
- Braulio de Zaragoza, La Renotatio librorum domini Isidori. Introducción, edición critica y traducción, ed. J.C. Martìn Iglesias, San Millán de la Cogolla 2004.
- Divi Isidori Hispalensis episcopi opera omnia, ed. J. Grial, Madrid 1599.
- S. Isidori Hispalensis Episcopi Hispaniarum doctoris opera omnia, ed. F. Arevalo, Roma 1797-1803.

### Studi
- La trasmissione dei testi latini del Medioevo, volume I, a cura di P. Chiesa e L. Castaldi, Firenze (2004), pp. 201–209.
- Francesco Trisoglio, Introduzione a Isidoro di Siviglia, Brescia (2009), pp. 90–92
- J. A. de Aldama, Indicaciones sobre la cronología de las obras de S. Isidoro, in Miscellanea Isidoriana: homenaje a S. Isidoro de Sevilla en el XIII centenario de su muerte 636 - 4 de abril – 1936, pp. 57–89.
- D. Poirel, Un manuel d'exégèse spirituelle au service des prédicateurs: les «Allegoriae» d'Isidore de Séville, in Recherches Augustiniennes et Patristiques 33 (2003), pp. 95–107.
- D.J. Uitvlugt, The Sources of Isidore's Commentaries on the Pentateuch, «Revue Bénédictine» 112 (2002), pp. 72–100.
- M. Gorman, The Commentary on the Pentateuch attributed to Bede in PL 91.189-394, «Revue Bénédictine» 106 (1996), pp. 300–302.
- M.C. Díaz y Díaz, Index scriptorum latinorum medii aeui hispanorum, Salamanca (1958-1959).
- R. E. McNally, The Pseudo-Isidorian 'De Vetere Et Novo Testamento Quaestiones' in Traditio, 1963, Vol. 19 (1963), pp. 37–50.